# Svartryggig savspett
Svartryggig savspett (Sphyrapicus thyroideus) är en fågel i familjen hackspettar som förekommer i västra Nordamerika.

## Utseende och läten
Svartryggig savspett är en svartvit 21–23 cm lång tunnäbbad hackspett, i form och beteende lik övriga savspettar men med helt annorlunda fjäderdräkt. Hanen är slående tecknad med svart rygg, vit övergump, stor vit vingdläck och röd strupe. I ansiktet har den två vita streck från näbben och bakåt, ett under och ett ovan ögat. Honan är tätt svartvitbandad med svart bröst och brunt huvud. Lätet är ett klart "queeah", mindre jamande än hos andra savspettar. Även trumvirveln är annorlunda, med snabbare inledning och längre pauser.

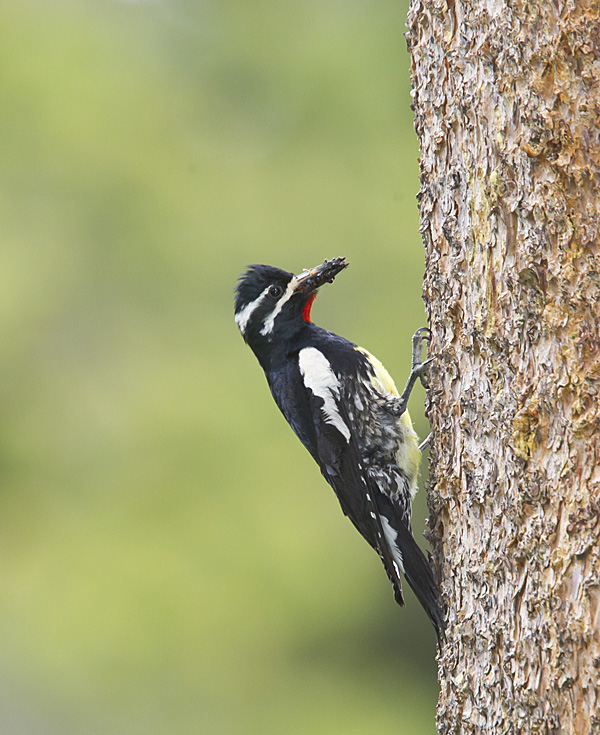
Hane.

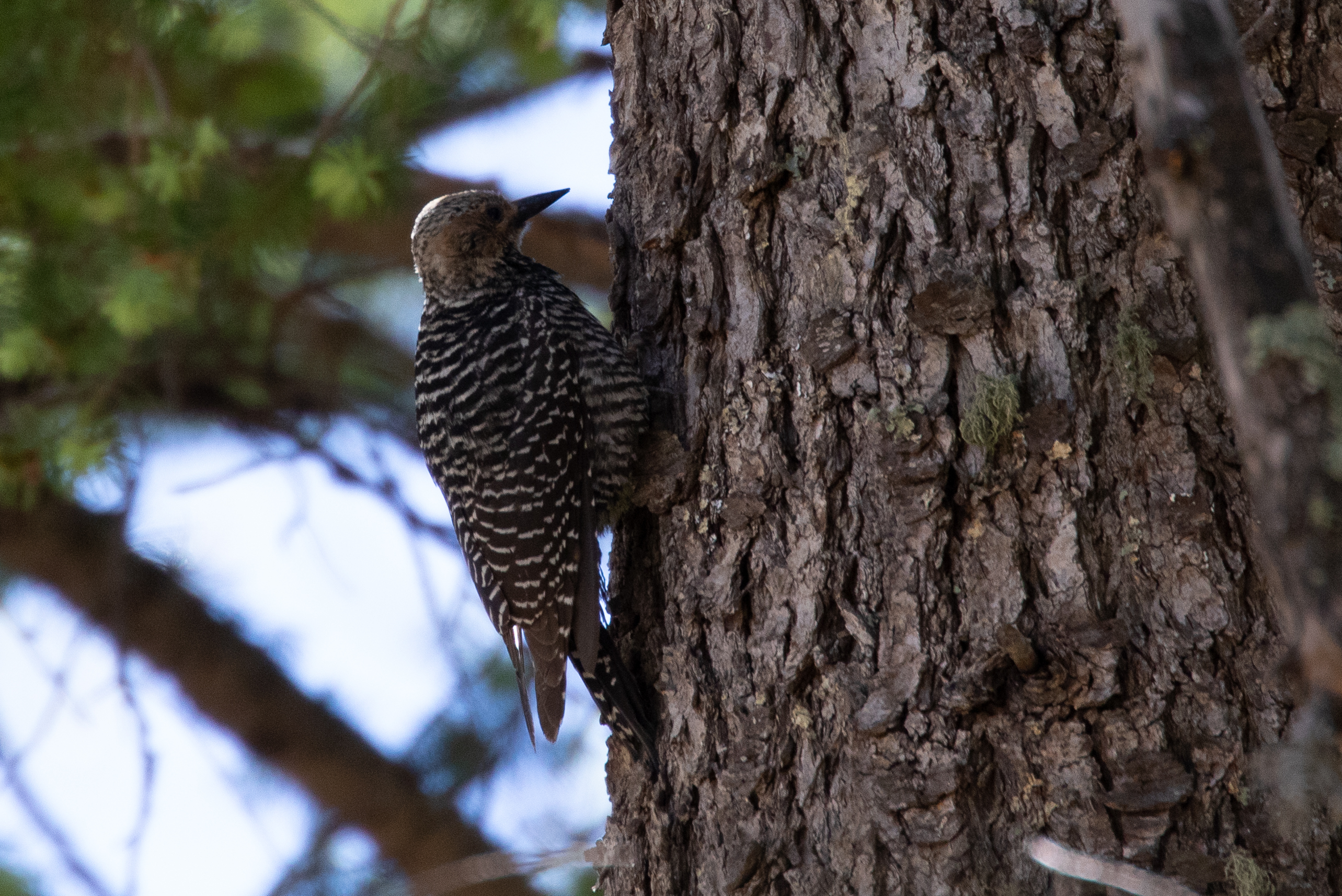
Hona.

## Utbredning och systematik
Svartryggig savspett delas in i två underarter med följande utbredning:
- Sphyrapicus thyroideus thyroideus – förekommer i bergstrakter från södra British Columbia till norra Baja California, flyttar på vintrarna mot norra Mexiko
- Sphyrapicus thyroideus nataliae – förekommer i sydöstra British Columbia, Klippiga bergen och Great Basin-området

## Levnadssätt
Som namnet avslöjar har gulbröstad savspett vanan att dricka sav. Den borrar små grunda hål i barken på träd och lapar upp den sav som rinner ut, med sin för ändamålet anpassade borstspetsade tunga. Fågeln väljer företrädesvis sjuka eller skadade träd, framför allt träd med hög sockerhalt i saven. Den lever även av insekter som dras till saven, framför allt myror. Utöver de karakteristiska raderna med hål som den lämnar i barken på träd lever den ett mer diskret liv än de flesta hackspettar i Nordamerika.
Arten hittas i tall- och granskog. Den häckar från mitten av april till juli. Bohålet uthackas på mellan 0,8 meter och 26 meter upp i ett dött eller levande träd.

## Status och hot
Arten har ett stort utbredningsområde, men tros minska i antal, dock inte tillräckligt kraftigt för att den ska betraktas som hotad. Internationella naturvårdsunionen IUCN listar arten som livskraftig (LC). Världspopulationen uppskattas till mellan 210 000 och 400 000 adulta individer.